# Emmanuel Bechrakis
Emmanuel Bechrakis (griechisch Εμμανουήλ «Μανόλης» Μπεχράκης Emmanouíl „Manólis“ Bechrákis) (* 11. Juni 1931 in Piräus/Griechenland; Athen; † 11. Juni 2023) war ein griechischer Augenarzt, Hochschullehrer und Förderer der griechischen Sprache und Kultur.

## Werdegang und Wirken
Nach seinem Medizinstudium diente Bechrakis als Stabsarzt bei den griechischen Luftstreitkräften. Seine Facharztausbildung absolvierte er von 1959 bis 1963 in Freiburg und Bonn, wo er schließlich als Oberarzt fungierte und in dieser Funktion nach Bern zu Hans Goldmann wechselte. Durch seine Promotion „Dynamometrische Untersuchungen zur Prognose der essentiellen Hypertonie“  in Freiburg 1963 zählte er neben Baillard, Weigelin und Remky zu einem der wichtigsten Forscher der okulären Durchblutung des Auges. Durch ein Humboldt-Stipendium konnte er seine wissenschaftlichen Untersuchungen in Bonn unter Weigelin intensivieren (insbesondere zur Bulbusrigidität bei Glaukom).
Nach dem Ende der Militärdiktatur in Griechenland 1974 kehrte er in seine Heimat zurück, gründete mehrere medizinische Fakultäten (Patras, Ioannina, Alexandroupoli, Iraklio und Larisa) und wurde erster Ordinarius für Augenheilkunde der Universität Patras bis 1991. Er war Mitbegründer und „past“ Präsident (1990–94) der „Pan-Hellenic Ophthalmological Association“, zudem Mitbegründer der Deutschen Gesellschaft für Medizinische Informatik, Biometrie und Epidemiologie und weiterer nationaler griechischer Fachgesellschaften.
Beide seiner Kinder wurden Augenärzte. Irene ist niedergelassen in Bonn. Nikolaos E. Bechrakis ist Ordinarius für Augenheilkunde in Essen, „past“ Präsident der Deutschen Ophthalmologischen Gesellschaft und Spezialist für Tumorerkrankungen des Auges. Sein gleichnamiger Enkel spielt in der 2. Bundesliga Österreichs Basketball.
Neben seiner intensiven medizinischen Arbeit engagierte sich Bechrakis für die griechische Kultur und wurde für lange Zeit Präsident der „International Foundation for Greek Language and Culture“ (IFGLC). Höhepunkt dieser Karriere war die Einladung als Hauptredner des „International Educational Forum“ in Athen 2004, neben dem Erzbischof von Athen und etlichen Staatsministern Griechenlands.
Bechrakis starb genau an seinem 93. Geburtstag.

## Veröffentlichungen (Auszug)
- Dynamometrische Untersuchungen zur Prognose der essentiellen Hypertonie. (Dissertation)  Freiburg 1963
- mit F. Söldner: Zur Amnion-Implantation bei Maculaforamen. In: Zusammenkunft der Deutschen Ophthalmologischen Gesellschaft in Berlin 65, 1964, S. 81–83. PMID 14260610.
- mit K. Eden: Abhängigkeit des Rigiditätskoeffizienten vom intraokularen Druck und Blutdruck am lebenden Kaninchenauge. In: Ophthalmologica. Band 172, 1976, S. 128–137.